# Gelsinho Guerreiro
Rogelson Sanches Fontoura (Nova Iguaçu, 8 de agosto de 1971), também conhecido como Gelsinho Guerreiro, é um político brasileiro. Foi prefeito da cidade de Mesquita, no período de 1 de janeiro de 2013 a 31 de dezembro de 2016, na Baixada Fluminense. 
Desde meados da década de 1990 é casado com a também política Daniele Guerreiro, com quem tem dois filhos adotivos: Marina e Daniel.

## Biografia

### Carreira política
Em 2000, o ex-motorista de ônibus candidatou-se a vereador em Mesquita pela primeira vez, logo após a emancipação da cidade. Resolveu não disputar as eleições de 2004 por não considerar o melhor momento para entrar em definitivo para a política do município.
No ano de 2008, candidatou-se pela segunda vez à Câmara Municipal, concorrendo pelo Partido Social Cristão, sendo eleito como o quinto vereador mais votado da cidade, com 2.272 votos.
Na disputa pela Prefeitura de Mesquita na eleição de 2012, derrotou Farid Abrão David, do PDT, e o vereador Taffarel, do PT, sendo eleito com 41.608, totalizando 42,49% dos votos válidos.
Dois anos depois, sua mulher foi eleita deputada estadual para a legislatura 2015–2019. Logo após a eleição desta, o prefeito sofreu um atentado próximo a sua casa, no bairro Califórnia, em Nova Iguaçu. Gelsinho apontou o filho de seu vice-prefeito, Renato Paixão, como autor do crime.
O governo de Gelsinho foi marcado pela constantes trocas de secretários. A Associação de Procuradores Municipais de Mesquita lançou nota contra o que considera "atos normativos intimidatórios, arbitrários e ilegais[...]tendentes a controlar, fiscalizar e disciplinar a carreira dos Procuradores do Município de Mesquita". De seu governo, fez parte o PC do B.
Em 2016, Gelsinho se desfiliou do PSC, filiando-se ao PRB para concorrer à reeleição à Prefeitura de Mesquita, mas acabou perdendo para o estreante Jorge Miranda, do PSDB. Miranda recebeu 46.322 votos, equivalente a 49,91% dos votos válidos e Gelsinho recebeu 40.865 votos, totalizando 44,03%.

## Controvérsias
No dia 4 de outubro de 2016, após descobrir que havia perdido as eleições, Gelsinho exonerou todos os servidores municipais ocupantes de cargos em comissão, exceto secretários e subsecretários.
Ainda após a eleição o prefeito deixou a prefeitura. O guarda municipal responsável pela segurança de seu gabinete informou que o prefeito não aparecia desde outubro. Por conta disso e da exoneração dos secretários municipais, devido ao não pagamento dos servidores e terceirizados a coleta de lixo e demais serviços foram paralisados.